# Semeni
Semeni je desni pritok rijeke Crișul Repede u Rumunjskoj. Ulijeva se u Crișul Repede u blizini Negrenija. Duljina joj je 10  km, a površina porječja 29 km2.